# يوهان أرندت
يوهان أرندت (بالألمانية: Johann Arndt)‏ (و. 1555 – 1621 م) هو كاتب، وعالم عقيدة، ألماني، ولد في بالنشتيت، توفي في تسيله، عن عمر يناهز 66 عاماً.

## التعليم
تعلم في جامعة هلمشتيت.

## روابط خارجية
- يوهان أرندت على موقع الموسوعة البريطانية (الإنجليزية)